# Kotuszewo
Kotuszewo (Duits: Kutusow, 1938-1945 Priemfelde) is een plaats in het Poolse district  Bytowski, woiwodschap Pommeren. De plaats maakt deel uit van de gemeente Czarna Dąbrówka en telt 31 inwoners.